# Christopher Sheels

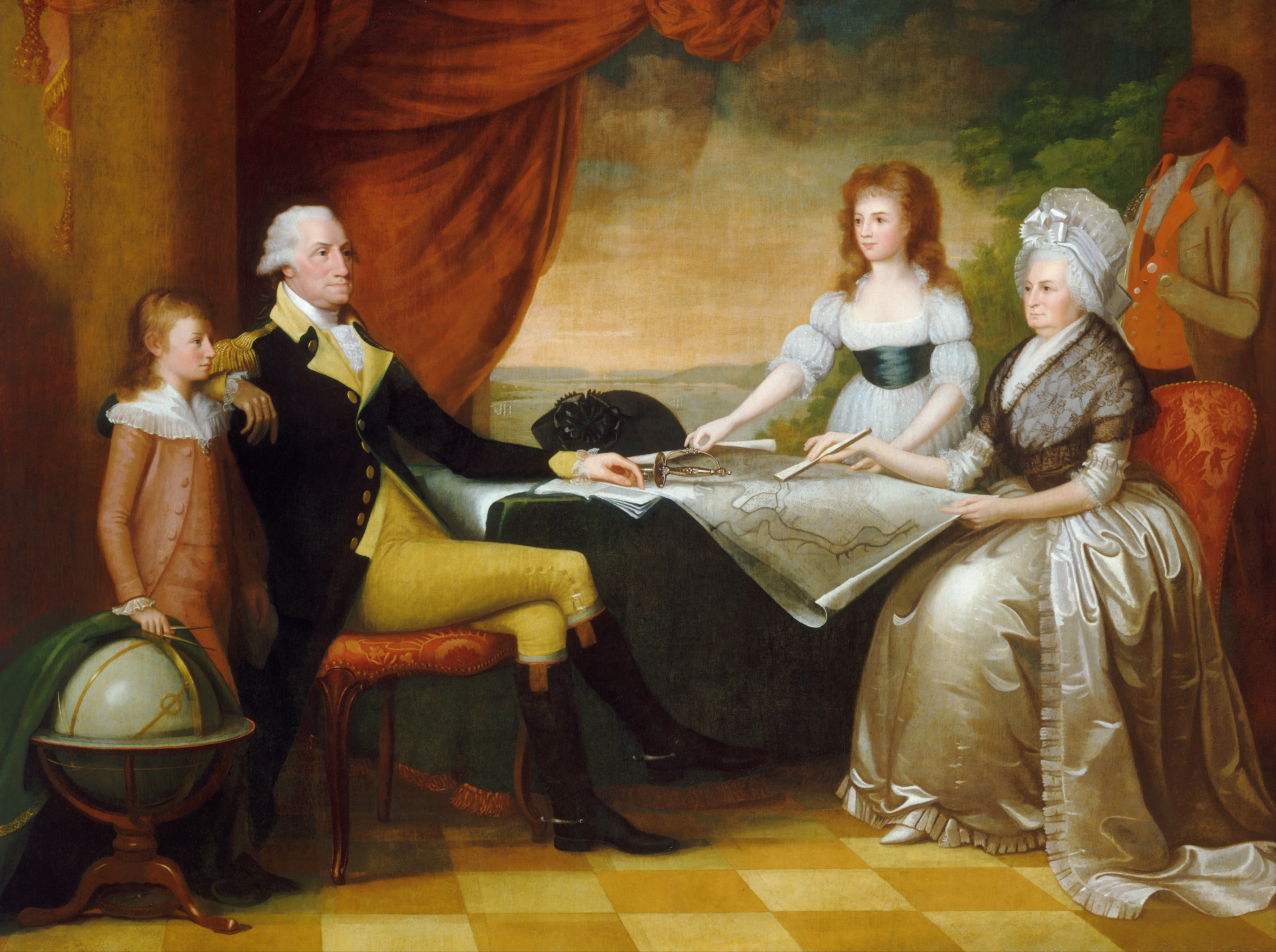
The Washington Family, der Sklave im Hintergrund ist wahrscheinlich Christopher Sheels

Christopher Sheels (* um 1774) war ein „Mitgift“-Sklave auf George Washingtons Plantage  Mount Vernon in Virginia. Er gehörte zum Erbe von Martha Washingtons erstem Ehemann Daniel Parke Custis. Als Witwe hatte Martha ihr Leben lang über 100 Custis-Sklaven (inklusive Sheels) zur Verfügung, daher der Beiname „Mitgift“.

## Im Haushalt des Präsidenten
Er war neben Oney Judge, Austin, Giles, Paris, Moll und William Lee einer der sieben Sklaven, die 1789 nach New York City gebracht wurden, um im ersten Präsidentenhaushalt zu arbeiten. Als der Haushalt in die neue Hauptstadt Philadelphia umzog, kamen noch drei Sklaven hinzu: Hercules, Richmond und „Postilion“ Joe Richardson (Joes Frau nahm nach ihrer Freilassung durch George Washington den Namen Richardson an, während Joe selbst, als „Mitgift“-Sklave von Martha Washington, nicht freikam). Er übernahm den Platz seines Onkels William Lee als Leibdiener des Präsidenten. 
Pennsylvania hatte 1780 mit der Abschaffung der Sklaverei begonnen und verbot dort Nichtansässigen das Halten von Sklaven innerhalb des Staates länger als sechs Monate. Darüber hinaus gab das Gradual Abolition Act Sklaven eine legale Befugnis, sich selbst zu befreien. Washington argumentierte (privat), dass seine Präsenz in Pennsylvania ausschließlich darauf beruhe, dass Philadelphia der vorübergehende Amtssitz der Bundesstaaten sei und dass die staatlichen Gesetze sich nicht nach ihm richten würden. In einem Schreiben an seinen Anwalt Edmund Randolph sah er es als zweckmäßig, die Sklaven, die im Präsidentschaftshaushalt arbeiteten, in und aus dem Staat rotieren zu lassen, um zu verhindern, dass diese Sechsmonatsregelung greifen konnte. Er achtete darauf, selbst nie sechs Monate am Stück in Pennsylvania zu sein, und argumentierte, weiterhin ein Einwohner Virginias zu sein. Diese Rotation war eine Verletzung der Gesetze von Pennsylvania. Dieses Handeln des Präsidenten hatte aber keine juristischen Konsequenzen.

## Mount Vernon
Ab Januar 1792 war Sheels als Diener ständig in Mount Vernon und bediente die Familie bei den Mahlzeiten. Washington kehrte nach seiner zweiten Amtszeit im März 1797 nach Mount Vernon zurück.
Im September 1799 entdeckte Washington eine Notiz, die auf einen Fluchtplan von Sheels und seiner Verlobten hinwies. Washington durchkreuzte die Fluchtpläne. Drei Monate später stand Sheels an George Washingtons Bett, als dieser am 14. Dezember 1799 starb. An ihn sollen auch Washingtons letzte Worte gerichtet gewesen sein: „Es ist gut“.
Als „Mitgift“-Sklave gehörte Sheels nicht zu den 124 Sklaven, die laut George Washingtons letztem Willen freigelassen wurden. Nach Martha Washingtons Tod 1802 war er einer von 153 „Mitgift“-Sklaven, die sie an ihre vier Enkelkinder vererbte.